# ۲۷ شهریور
۲۷ شهریور صد و هشتاد و دومین روز سال در گاه‌شماری خورشیدی است. به پایان سال ۱۸۳ روز (۱۸۴ روز در سال کبیسه) باقی‌است.

## رویدادها
- ۱۳۸۴. برگزاری نخستین انتخابات شورای ملی افغانستان در نظام جمهوری اسلامی
- ۱۳۸۵. سفر انوشه انصاری فضانورد ایرانی به عنوان نخستین زن فضانورد همراه در جهان با فضاپیمای سایوز
- ۱۳۸۸ - راه‌پیمایی روز قدس ۱۳۸۸
- ۱۳۸۹. برگزاری دومین انتخابات شورای ملی افغانستان در نظام جمهوری اسلامی
- ۱۳۹۲. انتشار اسامی هزاران قربانی در حکومت کمونیستی حزب دموکراتیک خلق افغانستان سال‌های ۱۳۵۷ و ۱۳۵۸ش.[۱]
- ۱۴۰۱ - انتشار گزارش یک وطن اندوه توسط الهه محمدی
- ۱۴۰۱ - آغاز جنبش دانشجویی ۱۴۰۱ ایران
- ۱۴۰۱ - حادثه ۲۷ شهریور ۱۴۰۱ فروند سوخو-۱۷ نهسا
- ۱۴۰۲ - سفر کریستیانو رونالدو به تهران

## زادروزها
- ۱۳۳۱ - فرهاد آئیش، بازیگر
- ۱۳۵۰ - الهام پاوه‌نژاد، بازیگر
- ۱۳۵۲ - رامین پرچمی، بازیگر
- ۱۳۵۷ - کیانوش رحمتی، بازیکن فوتبال
- ۱۳۶۷ - فرانک پرتوآذر، دوچرخه‌سوار

## درگذشت‌ها
- ۱۳۶۷ - محمدحسین شهریار، شاعر
- ۱۳۸۲ - عباس صادقی، شاعر
- ۱۳۹۵ - بهمن گلبارنژاد، دوچرخه سوار تیم ملی معلولان ایران
- ۱۴۰۰ - سید فخرالدین موسوی ننه‌کرانی، نماینده استان اردبیل در دوره پنجم مجلس خبرگان رهبری
- ۱۴۰۳ - اوین آغاسی، خوانندۀ ایرانی-آمریکایی

## مناسبت‌ها
- روز شعر و ادب فارسی در ایران[۲]